# 古斯塔夫·约翰松
古斯塔夫·约翰松（瑞典語：Gustaf Johansson，1900年9月14日—1971年7月1日），瑞典男子冰球运动员。他曾代表瑞典参加1924年和1928年冬季奥林匹克运动会冰球比赛，其中1928年冬季奥运会获得一枚银牌。